# D형 간염
D형 간염(Hepatitis D)은 D형간염바이러스(hepatitis delta virus, HDV)에 의해 발생하는 질병을 말한다. 이 바이러스는 외피가 있는 구형 바이로소이드이다. A형 간염, B형 간염, C형 간염, E형 간염과 함께 다섯 가지 간염들 중 하나이다. B형 간염이 존재하는 경우에만 발생하기 때문에, 일종의 위성 바이러스로 여겨지기도 한다. B형 간염 바이러스와 함께 동시감염이 발생함으로써 전염되기도 한다. 만성적 B형 간염이나 B형 간염 바이러스를 운반하는 상태에서 중복감염함으로써 전염되기도 한다.
중복감염이나 동시감염이나 둘 다 B형 간염만 발생할 때와 비교할 때 더욱 심각한 증세를 일으킨다. 급성 감염의 경우 합병증으로 간부전이 나타날 확률이 더 높으며, 간경변으로 급격히 진행되기도 한다. 이후 만성적 감염을 통해 간암으로 진행되기도 한다. B형 간염 바이러스와 함께 D형 간염 바이러스는 20%의 높은 사망률을 보인다.

## 역사
1977년 중반 처음 보고되었는데, 심각한 B형 간염 감염 환자에게서 핵 항원으로 발견되었다. 그러나 당시에는 B형 간염 항원으로 생각되어 델타 항원으로 불렸다. 그러나 이후 침팬지들에 대해 후속 실험을 통해 간염 델타 항원(HDAg)이 만들어지기 위해서는 B형 간염 바이러스의 간염이 필요하다는 것이 밝혀졌다. 1986년에 유전체의 서열이 규명되었다. 현재 델타바이러스속이라는 별개의 속으로 분류된다.

## 바이러스학

### 구조 및 유전체
HDV는 직경 36nm의 작은 구형 바이러스다. 외피는 대형, 중형, 소형 B형 간염 표면 항원으로 구성된 세 종류의 HBV 외피 단백질이, 숙주의 세포막에서 기인한 지질 이중층에 박혀있는 형태로 존재하여 뉴클레오캡시드를 둘러싸고 있다. 유전체는 1679의 뉴클레오타이드가 원형으로 단일가닥 RNA 분자를 형성하고 있다. 각 유전체마다 대략 200개의 D형간염 항원(HDAg)이 붙어있는데, HDAg의 중심부에 RNA가 결합되어 있는 것으로 나타났다. 또한 HDAg의 N 말단에 있는 이중나선 영역에 의해 여러 화학반응이 중재된다. D형 간염의 원형 유전체는 GC 뉴클레오티드 함량이 높아 동물 바이러스 중에서도 특이한 구성비를 보인다. 단일 가닥 폐쇄성 원형 RNA의 형태로 존재한다.
뉴클레오티드 서열은 70%은 스스로 상보성을 가지는데, 이로써 이중가닥의 막대기와 유사한 형태의 RNA 유전체가 만들어지게 된다. 약 1700개의 뉴클레오타이드로 구성된 유전체를 보유하여 동물을 감염시키는 것으로 알려진 바이러스들 중 가장 작다. HDV는 바이러스보다 훨씬 작은 바이로이드라고 불리는 식물 병원균의 종류에서 비롯되었을 수도 있다고 제안되었다. 따라서 HDV는 처음엔 식물을 감염시키는 작은 바이러스의 일종인 바이로이드로 분류되었었다.

## 전염
D형 간염의 전염 경로는 B형 간염과 비슷하다. 약물사용자와 응고 인자 농축물(clotting factor concentrate)을 투여하는 사람들 등 B형 간염 감염의 위험이 높은 사람들에 주로 감염된다. 전세계적으로 1,500만 명 이상의 사람들이 B형 간염과 함께 동시감염되었다. 선진국에서는 드물게 일어나며, 대부분 정맥 주사와 관련이 있다. 오히려 지중해 인접부, 사하라 이남 아프리카, 중동, 남아메리카 북부에서 훨씬 더 흔하게 발생한다. 전체적으로 약 2천만 명의 사람들이 HDV에 감염된 것으로 추정된다.

## 예방
D형 간염이 주로 B형 간염과 함께 나타나기 때문에, B형 간염에 대한 백신이 D형 간염 역시 예방하는 효과를 보인다.

## 참고 문헌
- Specter SC, 편집. (1999). 《Viral Hepatitis: Diagnosis, Therapy, and Prevention》. Humana Press. ISBN 0-89603-424-0.
- da Fonseca JC (2004). “[Hepatitis fulminant in Brazilian Amazon]”. 《Revista da Sociedade Brasileira de Medicina Tropical》. 37. 37 Suppl 2: 93–5. doi:10.1590/s0037-86822004000700015. PMID 15586904.
- Bensabath G, Soares M (2004). “[The evolution of knowledge about viral hepatitis in Amazon region: from epidemiology and etiology to the prophilaxy]”. 《Revista da Sociedade Brasileira de Medicina Tropical》 37 () Suppl 2): 14–26. doi:10.1590/S0037-86822004000700003. PMID 15586892.
- Fonseca JC, Souza RA, Brasil LM, Araújo JR, Ferreira LC (2004). “Fulminant hepatic failure in children and adolescents in Northern Brazil”. 《Revista da Sociedade Brasileira de Medicina Tropical》 37 (1): 67–9. doi:10.1590/S0037-86822004000100019. PMID 15042190.